# Pharming
Pharming je vrsta udaljenog kibernetičkog napada. Ime je kovanica od dviju engleskih riječi, "farm" (hrv. farma) i "phishing" (eng. password fishing), riječi koji označava vrstu napada iz skupine napada socijalnog inženjeringa. Napadom se cilja doći do korisničkih vjerodostojnica kao što su zaporke i korisnička imena.
Pri ovoj vrsti napada preusmjerava se promet izvorno upravljen ka ranjivoj mrežnoj stranici na zloćudno oblikovanoj mrežnoj stranicistranici. Izvodi ga se izmjenama datoteke s informacijama o položaju računala unutar mreže (eng. hosts file) na napadnutom računalu. Drugi način je iskorištavanjem sigurnosnih nedostataka DNS (eng. Domain Name System) poslužitelja, poslužitelja koji povezuje imena sa stvarnim adresama na Internetu. Ako je DNS poslužitelj kompromitiran, kaže se da je "zatrovan" (eng. poisoned).
Pharming se kao i phishing koriste se za krađu identiteta. Pharming je uglavnom orijentiran na elektroničko poslovanje (eng. e-commerce) i bankovne mrežne stranice. Kriminalci objema metodama izvode prijevare iskorištavaju ranjivosti sustava u postupku lociranja i povezivanja korisnika na različite usluge na Internetu. Zajedničko im je što navode korisnika na posjećivanje zlonamjerno oblikovane web stranice, no razlikuju se u tehnikama, pa dok phishingom se obmanjuje korisnike, pharming manipulira raznim dijelovima sustava za imenovanje računala na internetu.
Napadi pharmingom izvode se na niskoj razini pa ih ne uočavaju uobičajene tehnike zaštite od phishinga. 
Uobičajeni antivirusni alati ne sprječavaju ovu vrstu napada jer je napad pharmingom složen. Zbog toga se sprovodi posebne mjere protiv pharminga. Pharming zloupotrebljava mehanizme povezivanja imena usluga sa stvarnim adresama tih usluga, to jest tehnike razlučivanja imena (eng. host resolution, name resolution).